# Seicheles nos Jogos Olímpicos de Verão de 1996
Seicheles participou dos Jogos Olímpicos de Verão de 1996 em Atlanta, Estados Unidos. A delegação foi composta por nove desportistas.

## Desempenho

### Atletismo
Masculino
| Atleta     | Evento       | Eliminatórias | Eliminatórias | Final       | Final       |
| Atleta     | Evento       | Res.          | Pos.          | Res.        | Pos.        |
| ---------- | ------------ | ------------- | ------------- | ----------- | ----------- |
| Paul Nioze | Salto triplo | 15,63 m       | 39º           | Não avançou | Não avançou |

Feminino
| Atleta       | Evento             | Eliminatórias | Eliminatórias | Final       | Final       |
| Atleta       | Evento             | Res.          | Pos.          | Res.        | Pos.        |
| ------------ | ------------------ | ------------- | ------------- | ----------- | ----------- |
| Beryl Laramé | Salto em distância | 3,88 m        | 37º           | Não avançou | Não avançou |

### Boxe
| Atleta         | Peso               | Fase de 32                 | Oitavas-de-final       | Quartas-de-final             | Semifinais             | Final                  | Final |
| Atleta         | Peso               | Adversário e resultado     | Adversário e resultado | Adversário e resultado       | Adversário e resultado | Adversário e resultado | Pos.  |
| -------------- | ------------------ | -------------------------- | ---------------------- | ---------------------------- | ---------------------- | ---------------------- | ----- |
| Gerry Legras   | Meio-médio-ligeiro | COL D. Esalas V 26–12      | IRI B. Moghimi D 7–16  | Não avançou                  | Não avançou            | Não avançou            | =9º   |
| Rival Cadeau   | Supermédio         | BRA J. Silva V 22–7        | GHA A. Aryee V 18–6    | UZB K. Tulyaganov D RSC Rd 1 | Não avançou            | Não avançou            | =5º   |
| Roland Raforme | Meio-pesado        | CAN T. Amos-Ross D KO Rd 3 | Não avançou            | Não avançou                  | Não avançou            | Não avançou            | =17º  |

### Halterofilismo
Masculino
| Atleta        | Categoria | Arranque | Arranque | Arremesso | Arremesso | Total | Total |
| Atleta        | Categoria | Kg       | Pos.     | Kg        | Pos.      | Kg    | Pos.  |
| ------------- | --------- | -------- | -------- | --------- | --------- | ----- | ----- |
| Steven Baccus | Até 83 kg | 115,0    | =18º     | 145,0     | 18º       | 260,0 | 18º   |

### Natação
Masculino
| Atleta        | Evento      | Eliminatórias | Eliminatórias | Final       | Final       |
| Atleta        | Evento      | Res.          | Pos.          | Res.        | Pos.        |
| ------------- | ----------- | ------------- | ------------- | ----------- | ----------- |
| Kenny Roberts | 100 m livre | 52.89         | 52º           | Não avançou | Não avançou |

### Vela
| Atleta      | Prova             | Regata | Regata | Regata | Regata | Regata | Regata | Regata | Regata | Regata | Regata | Regata | Pts. | Pos. |
| Atleta      | Prova             | 1      | 2      | 3      | 4      | 5      | 6      | 7      | 8      | 9      | 10     | 11     | Pts. | Pos. |
| ----------- | ----------------- | ------ | ------ | ------ | ------ | ------ | ------ | ------ | ------ | ------ | ------ | ------ | ---- | ---- |
| Ian Ainslie | Mistral masculino | 43     | 42     | 41     | 36     | 40     | 41     | 36     | 42     | 44     |        |        | 278  | 44º  |
| Allan Julie | Laser             | 22     | 36     | 27     | DNF    | 38     | 44     | 47     | 42     | 34     | 35     | 27     | 305  | 38º  |

Legenda
| Recorde mundial      | Recorde mundial (World record)               |                       | Recorde africano                      | Recorde africano (African) |                                           | Q | Classificado por posição (Qualified) |
| Recorde olímpico     | Recorde olímpico (Olympic record)            | Recorde da América    | Recorde da América (Americas)         | q                          | Classificado por melhor tempo (Qualified) |   |                                      |
| Melhor marca do ano  | Melhor marca do ano (World leading)          | Recorde asiático      | Recorde asiático (Asian)              | DNS                        | Não largou (Did not start)                |   |                                      |
| Recorde nacional     | Recorde nacional (National record)           | Recorde europeu       | Recorde europeu (European)            | DNF                        | Não terminou (Did not finish)             |   |                                      |
| Recorde pessoal      | Recorde pessoal do atleta (Personal best)    | Recorde da Oceania    | Recorde da Oceania (Oceania)          | DSQ / DQ                   | Desclassificado (Disqualified)            |   |                                      |
| Recorde da temporada | Recorde da temporada do atleta (Season best) | Recorde sul-americano | Recorde sul-americano (South America) | NM                         | Sem marca (No mark)                       |   |                                      |

| M   | Regata da Medalha da qual só participam os dez primeiros colocados das regatas anteriores  |  |  | CAN | Regata cancelada |
| BFD | Desclassificado por bandeira preta (Black Flag Disqualified)                               |  |  |     |                  |
| UFD | Desclassificado por bandeira "U" (U Flag Disqualified)                                     |  |  |     |                  |
| OCS | Largada queimada (On the Course Side of the starting line)                                 |  |  |     |                  |
| DNE | Desclassificação sem eliminação (infração a um item do regulamento da prova – Did Not End) |  |  |     |                  |